# Station Mrągowo Wąskotorowe
Station Mrągowo Wąskotorowe was een tramstation in de Poolse plaats Mrągowo.
De smalspoorlijn Rastenburg (thans Kętrzyn) – Sensburg (Mrągowo) in het voormalige Oost-Pruisen was in 1898 de eerste lijn van het spoornet dat rond de stad Rastenburg is aangelegd door de Rastenburger Kleinbahnen. Na de verwoestingen in de Tweede Wereldoorlog is deze lijn hersteld en in 1948 heropend. In 1966 is het verkeer stilgelegd.